# デンマークの教育
デンマーク王国の教育（Education in Denmark）では、16歳までの9年間が義務教育となっており、またボローニャ・プロセス、欧州資格フレームワークが導入されている。
教育指数は0.993で、世界一位（2007年。 オーストラリア、フィンランド、ニュージーランド、キューバと並ぶ）。

## 義務教育
フォルケスコーレ（Folkeskole, 国民学校, public school）による義務教育が 15歳まであり、学費は無料。
- Grundskole（K1-6） - 初等教育レベル。6年間[6]。
- Grundskole（K7-10）- 前期中等教育レベル。3-4年間[6]。

K-10卒業にてNQFレベル2に認定される。卒業後82%が継続して高等教育等を受ける。

## 後期中等教育
デンマークの後期中等教育教育は高等教育準備過程と職業教育に分かれる。
- 高等教育準備課程 - 4タイプ
  - High school (stx)
  - Higher preparatory examination (HF)
  - Higher commercial examination (HHX)
  - Higher technical examination (HTX)
  - 国際バカロレア (IB)
- 職業教育
  - 職業高等学校
  - 基礎社会・保健教育 （SOSU）- 1-2年間

### ギムナジウム
3年間の高等教育準備課程（レベル3A）。
中世初期にローマ・カトリック教会により、修道士の学校として設立。7つの学校は12 − 13世紀に設立され、今日も継続して運営。中世のギムナジウムは、教会に使える者を育てるために、ラテン語、ギリシャ語の読み書きと会話能力を教えていた。1536年、王室の管轄となり、プロテスタント教会の視座からの教育が行われる。
- 1809年、公務員を育成するための学校に変換。
- 1871年、言語専攻と、数理科学専攻のコースを設置
- 1903年、言語専攻コースは、ラテン語・ギリシャ語を学習する古典言語コースと、英語・ドイツ語・フランス語を学ぶ現代言語コースを設置。
- 2005年、言語、科学、芸術等多様なコースを設置

### 高等予備試験（Højere Forberedelseseksamen, HF）
2年間の高等教育準備過程（レベル3A）。修了者はNQFレベル4に認定される。
- 1967年、開始。教育省が実施する試験である。
- 運営機関数：75

### 高等商業試験課程（Højere handelseksamen, HHX）
3年課程（レベル3A）。おおよそ50校が存在。
- 1888年、コペンハーゲンの Niels Brock's Business College による民間主導の教育課程として開始。
- 1920年、当時の議会（Rigsdag）は、Niels Brock's Business College の教育課程を、高等商業試験課程として採用。
- 1965年、貿易省（Ministry of Trade）から、教育省（Ministry of Education.）へ移管。
- 1972年、大学入学試験と同等と見なされる。
- 1982年、国内全てのビジネスカレッジで採用。

### 高等技術試験課程（Højere teknisk eksamen, HTX）
3年課程（レベル3A）
- 1982年、設立

### 後期中等職業教育
3−5年課程の職業教育（Vocational Upper Secondary Education, レベル3C）。修了時には職業教育サーティフィケートが付与される（NQFレベル3-5）。

## 第3期の教育
- フォルケホイスコーレ (Folkehøjskole, 英：Folk high school)：学位取得を目的としない、成人教育課程
- 大学 （9校）
  - コペンハーゲン大学
  - オーフス大学 Aarhus University
  - 南デンマーク大学 University of Southern Denmark
  - オールボー大学 Aalborg University
  - ロスキレ大学 Roskilde University
  - デンマーク工科大学 Technical University of Denmark
  - コペンハーゲンIT大学 IT University of Copenhagen
  - Copenhagen Business School
  - Copenhagen Hospitality College

## 国家資格フレームワーク
デンマークの国家資格フレームワーク（NQF）は欧州資格フレームワーク（EQF）と同等の8段階レベルを採用している。